# Druento
Druento é uma comuna italiana da região do Piemonte, província de Turim, com cerca de 8.228 habitantes. Estende-se por uma área de 27 km², tendo uma densidade populacional de 305 hab/km². Faz fronteira com Fiano, Robassomero, La Cassa, Venaria Reale, San Gillio, Pianezza, Collegno.

## Demografia
| Variação demográfica do município entre 1861 e 2011                               |
|                                                                                   |
| Fonte: Istituto Nazionale di Statistica (ISTAT) - Elaboração gráfica da Wikipedia |